# 台姓
台姓（「台」）是汉姓，本爲墨台姓，避事而改。台姓是稀有姓氏，據《欽定古今圖書集成·明倫彙編·氏族典·台姓部》記載，明朝有台鼎、台孫、台元。

## 延伸阅读
[在维基数据编辑]
 《欽定古今圖書集成·明倫彙編·氏族典·台姓部》，出自陈梦雷《古今圖書集成》